# Miermaigne
Miermaigne ist eine französische Gemeinde mit 171 Einwohnern (Stand: 1. Januar 2022) im Département Eure-et-Loir in der Region Centre-Val de Loire; sie gehört zum Arrondissement Nogent-le-Rotrou und zum Kanton Brou. 

## Geographie
Miermaigne liegt etwa 48 Kilometer westsüdwestlich von Chartres in der Landschaft Perche. Umgeben wird Miermaigne von den Nachbargemeinden Argenvilliers im Nordwesten und Norden, La Croix-du-Perche im Nordosten, Frazé im Nordosten und Osten, Luigny im Osten, Moulhard im Süden und Südwesten, Beaumont-les-Autels im Südwesten und Westen.

## Bevölkerungsentwicklung
| Jahr                       | 1962 | 1968 | 1975 | 1982 | 1990 | 1999 | 2006 | 2013 | 2020 |
| Einwohner                  | 293  | 224  | 189  | 175  | 199  | 202  | 220  | 225  | 186  |
| Quellen: Cassini und INSEE |      |      |      |      |      |      |      |      |      |

## Sehenswürdigkeiten
- Kirche Saint-Pierre aus dem 12. Jahrhundert, Umbauten aus dem 16. Jahrhundert, Monument historique seit 1978

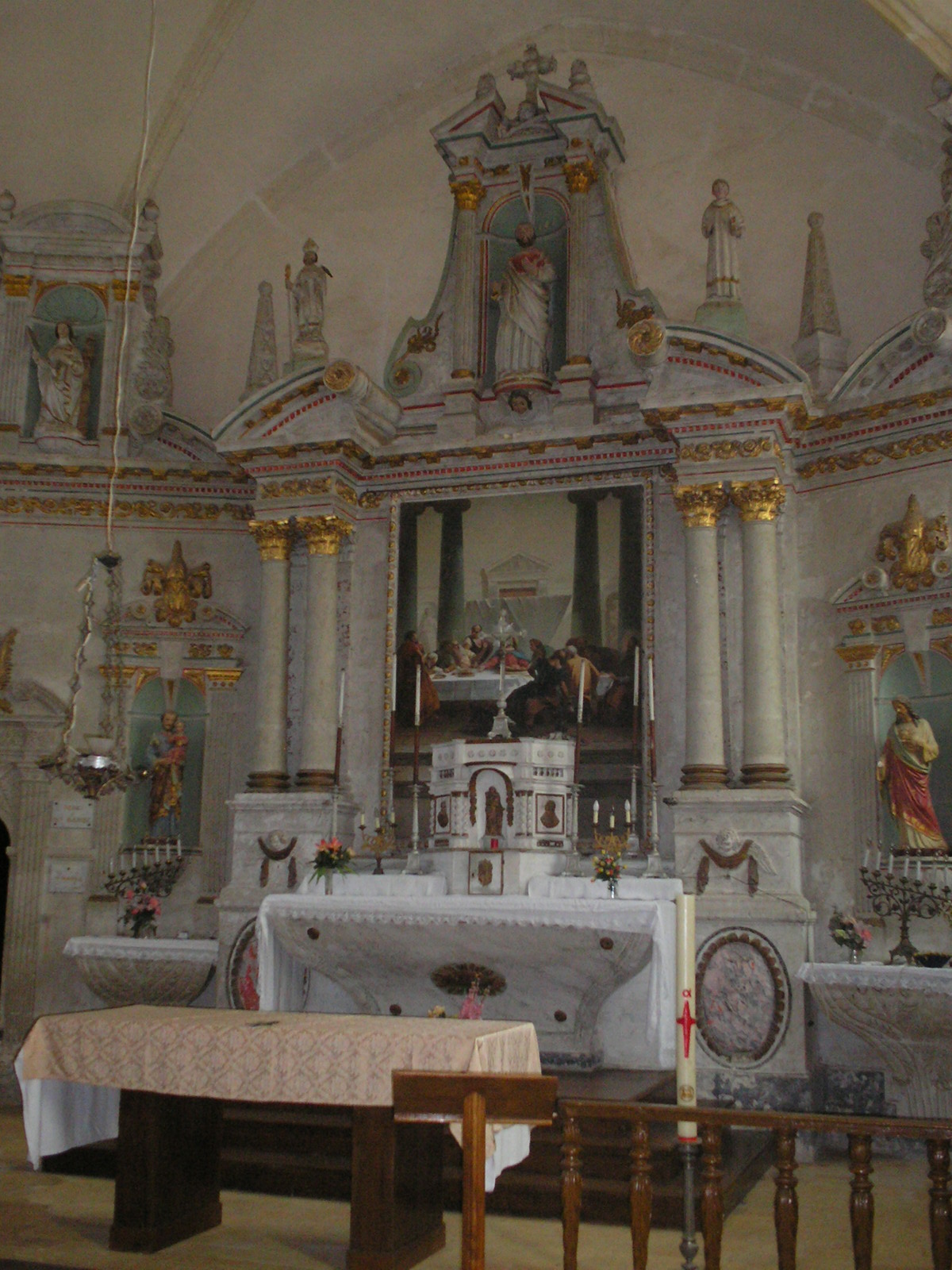
Innenansicht der Kirche Saint-Pierre